# Dealu Doștatului
Dealu Doștatului falu Romániában, Erdélyben, Fehér megyében.

## Fekvése
Hosszútelke közelében fekvő település.

## Története
Dealu Doştatului korábban Hosszútelke része volt, 1956 körül vált külön 96 lakossal. 1966-ban 84, 1977-ben 45, 1992-ben 24, 2002-ben 20 román lakosa volt.